# Ркацителі

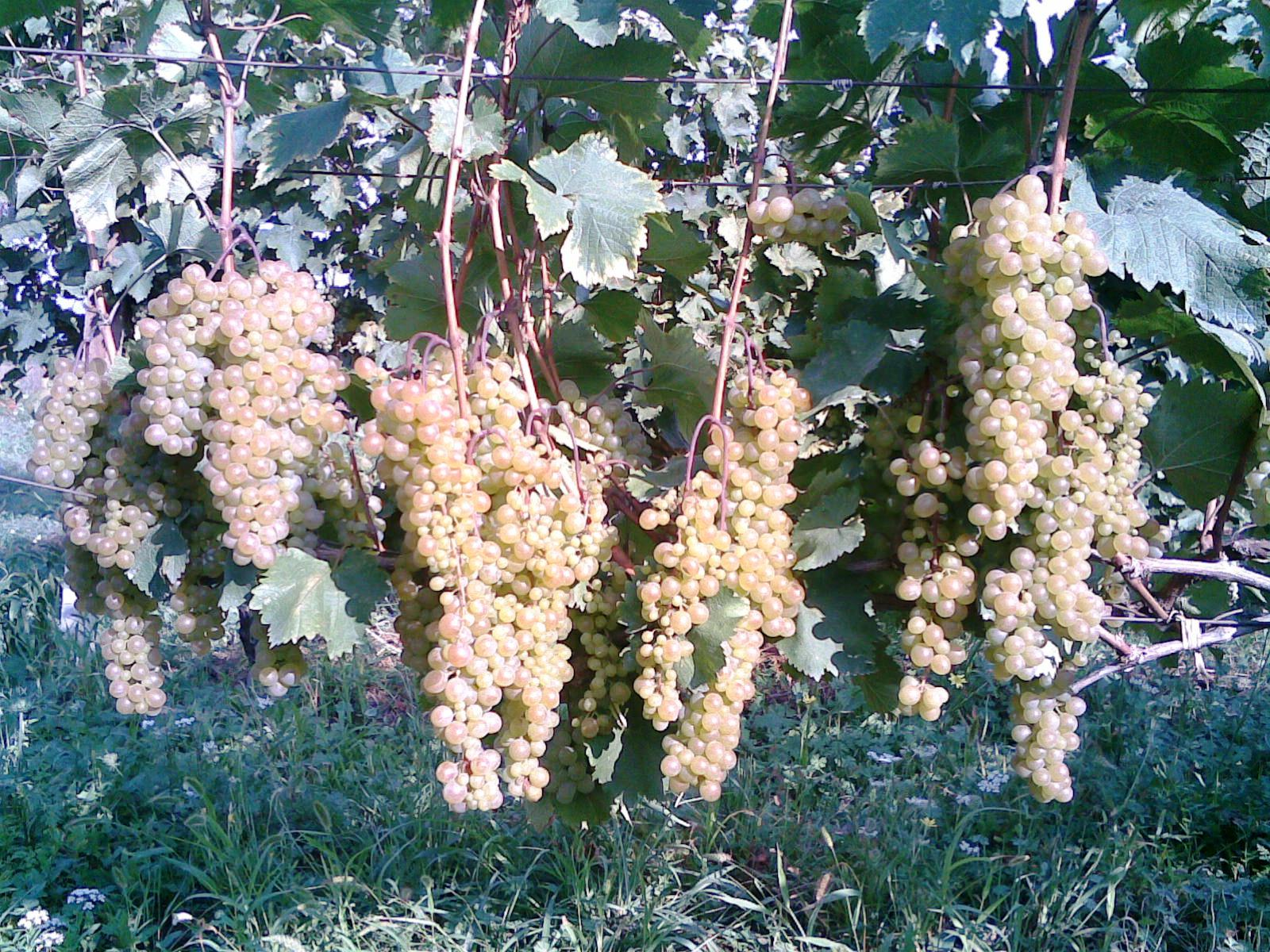
Ркацителі

Ркаците́лі (від груз. რქაწითელი «червоний ріг») — сорт білого винограду, а також сорт вина, виготовлений з нього. Подібно до сорту Сапераві походить з Кахетії — регіону Західної Грузії. Використовується як технічний сорт для виробництва різних типів вина. Крім того, місцеве населення використовує його як столовий сорт.

## Розповсюдження
Сорт широко культивується у Грузії, зокрема це універсальна лоза для Східної Грузії, зустрічається майже у всіх регіонах та районах у межах регіонів. У Кахетії він займає найбільші площі виноградників серед інших сортів.
Крім Грузії, Ркацителі досить широко поширений у сусідніх республіках — в Азербайджані, Вірменії та Дагестані. В Азербайджані Ркацителі в основному культивується в районах Агстафі, Закатала, Кахі, Шамкорі та Таузі, які розташовані на кордоні між Грузією та Азербайджаном. У Дагестані Ркацителі культивується здебільшого в районі Дарубанді, близько 48 га, а також в районі Махачкала — 10 га. У Росії Ркацителі в основному культивується в районі Орджонікідзе. В Україні належить до поширених технічних сортів винограду АР Крим, 30,3 % площі якої зайняті виноградниками. У США після Другої світової війни цей сорт винограду на східному узбережжі США культивував та пристосував до місцевих умов виходець з Одещини, видатний американський селекціонер та винороб Костянтин Френк (Konstantin Frank)

## Характеристика сорту

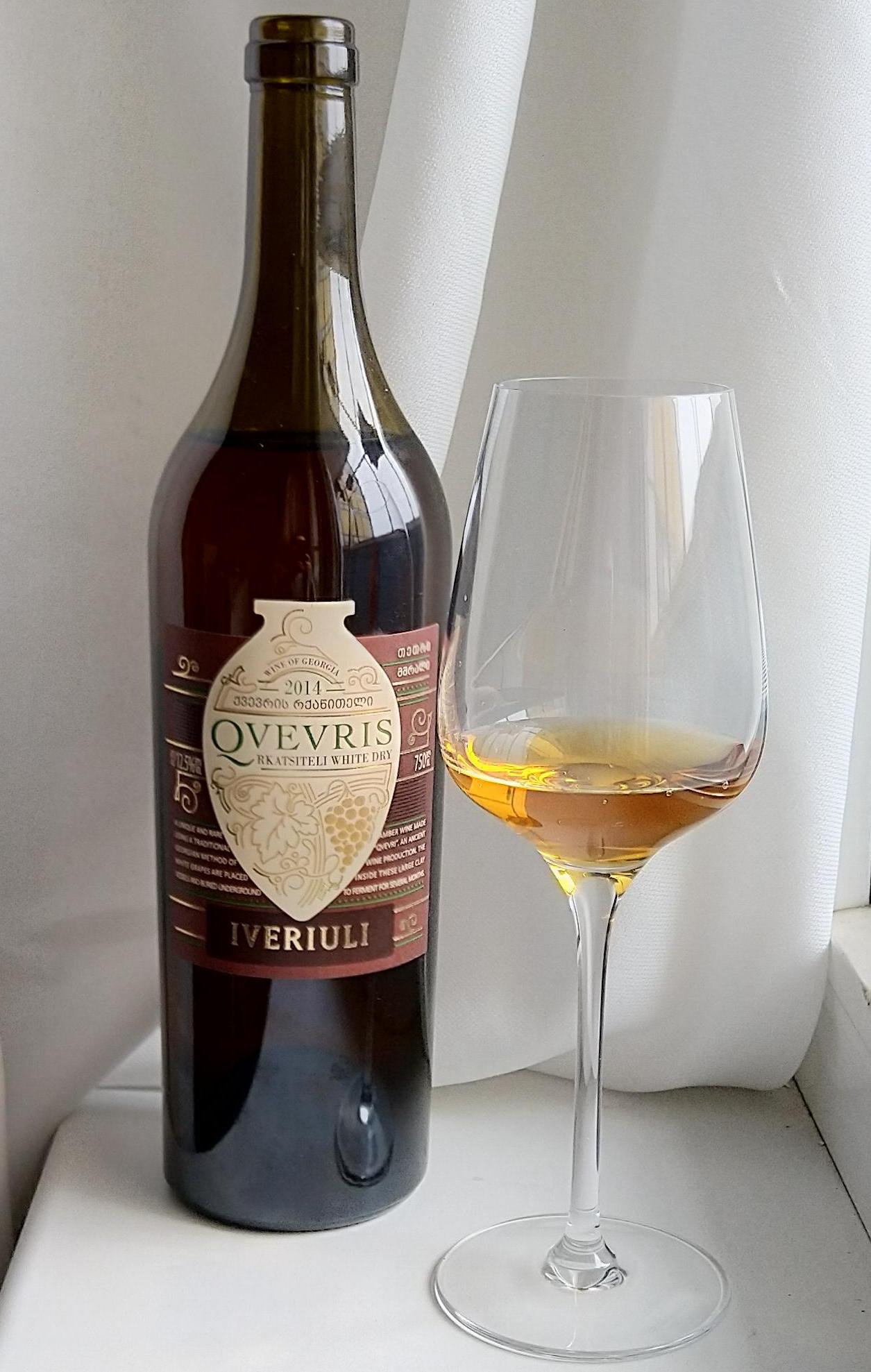
Вино з винограду ркацителі виготовлене за кахетинською технологією

Провідні ознаки сорту винограду Ркацителі — пірамідальні кущі, прямостоячі коричневі пагони, слабкорозсічене листя з дуже дрібними зубчиками, інтенсивно забарвленими черешками, довгі грона, овальні, золотисто-жовті ягоди. Саджанці з прямостоячими пагонами; верхівка їх опушена, бронзова. Характеристики сорту можуть відрізнятись залежно від місця вирощування лози, крім того, є кілька різних за характеристиками клонів винограду. Нижче наводяться характеристики сорту з Грузії.

### Ботанічний опис
Листя округлої форми, темно-зеленого кольору та середнього розміру 19x18 см, зазвичай три- рідше п'ятилопатеві або не лопатеві (суцільні лопаті). Нижня частина листя вкрита павутинними волосками.
В основному листяні черешки нижчі за основні жилки, рідше рівні й покриті червоною винною забарвленням і зеленими лініями. Квітка має нормальну будову, двостатева, має добре розвинені тичинки й маточки. Зазвичай має п'ять, рідше шість тичинок. Довжина ниток тичинок щодо висоти маточки становить 1,0 і рідко 1,12. Маточка має конусоподібну форму, має добре розвинений стовпчик, іноді відхиляється в одну сторону. Гроно ркацителі переважно середнього розміру, від 12 до 24 см завдовжки й від 5 до 12 см завширшки. Розмір середнього грона — 16х8 см, тоді як довжина добре розвиненого грона — 22 см, ширина — 10 см. Вони переважно циліндро-конічні, хоча рідко можна зустріти пучки конусоподібної форми. Середня вага пучка 160-200г, іноді до 400 г. Як правило у гроні присутні дрібні ягоди без кісточок, їх зазвичай 5-10 %.
Ягода овальна. Більшість ягід середнього розміру, від 1,68 до 1,92 см завдовжки й від 1,56 до 1,80 см завширшки. Довжина великих ягід — 2,0 см, а ширина — 1,8 см. Ягоди золотисто-жовтого кольору. На деяких незрошуваних схилах (Анага, Карданахі та інші) ягоди ркацителі набувають дуже гарного рожевого забарвлення. Шкірка ягоди тонка і тверда, вкрита плямами кутину середнього розміру. М'якоть м'ясиста і соковита, сік незабарвлений, смак — приємний і гармонійний, оригінальний аромат дуже відчутний. Кількість насіння в одній ягоді становить від одного до чотирьох. 10 000 ягід складається приблизно з 36 % ягід з одним насінням, 50 % з двома насінинами, 16,6 % з трьома насінинами й 3,4 % з чотирма насінинами.
Насіння довгасто-овальне, поступово звужується до кінчика і становить близько 6-7 мм в довжину і 3-4 мм в ширину. Насіння сірувато-жовтого кольору, кінчик оранжевий та циліндричний, відхилений досередини.

### Агротехнічні особливості
Вегетаційний період може тривати від 138 до 161 доби залежно від кліматичних умов. Сума активних температур для оптимального дозрівання врожаю становить від 3140 до 3490.
Продуктивність. Як і більшість грузинських сортів виноградної лози, перше гроно винограду ркацителі з'являється на другий рік після посадки. З четвертого по п'ятий рік плодоносіння стає регулярним. Врожайність сильно варіює з року в рік. На сильних ґрунтах та зрошуваних виноградниках при правильному вирощуванні врожайність можна значно підвищити.
Сорт відносно стійкий до грибкових захворювань, філоксери та заморозків. Низька стійкість до борошнистої роси.

## Характеристика вина
Ркацителі використовується для виготовлення білих вин європейського та кахетинського типу (так зване бурштинове вино), а також міцних та десертних вин. З нього виробляються як моносортові, так і купажні вина. Крім того, з ркацителі виробляються виноматеріали для виробництва коньячних спиртів та соки. Особливо якісне сухе вино європейського типу виготовляють з Ркацителі, який вирощується в районах Ахмета, Ікалто, Цинандалі, Васісубані, Артані, Нафареулі, Еніселі та Манаві, а найкраще кахетинське вино виробляється в зоні Телаві-Ахмета та Карданахі.

## Виноски
1. 1 2 3 4 5  Rkatsiteli. Архів оригіналу за 15 грудня 2019. Процитовано 15 грудня 2019. Rkatsiteli(англ.)
2. ↑  Радіо Свобода: Винодел, пришедший с холода [Архівовано 30 червня 2015 у Wayback Machine.](рос.)
3. ↑  Ркацителі. Архів оригіналу за 15 грудня 2019. Процитовано 15 грудня 2019. Ркацителі(рос.)